# Pollok House
Pollok House est le manoir ancestral de la famille Stirling-Maxwell (en), situé au parc de Pollok, à Glasgow, en Écosse.

## Description
Le manoir a été construit en 1752 sur des plans de l'architecte William Adam (même si sa participation au projet ne s'est peut-être limitée qu'à de la consultance). Une extension a été réalisée par Rowand Anderson au début du xxe siècle. L'intérieur du manoir a été modernisé en 1899 par Alexander Hunter Crawford (en).
Pollok House a été légué à la ville de Glasgow en 1966 par Anne Maxwell Macdonald, dont la famille était propriétaire du domaine depuis près de 700 ans. Désormais géré par le National Trust for Scotland, il est ouvert au public.
Une vaste collection de peintures espagnoles est exposée dans le manoir, qui comprend des œuvres du Greco, de Francisco Goya, d'Alonso Sánchez Coello ou de Bartolomé Esteban Murillo. On y trouve également des toiles de Rubens ou de William Blake, ainsi que des verreries, de l'argenterie, de la porcelaine ou des meubles antiques.
Le manoir est entouré d'un vaste jardin, garni de plus de 1 000 espèces de rhododendrons, ainsi que de bureaux, d'étables et d'une scierie du xviiie siècle,. Le pont de pierre qui mène au manoir en traversant le White Cart Water a été construit en 1757. Les lions héraldiques sur les piliers du portail ont été sculptés par John Marshall (en) sur un dessin de Hew Lorimer (en).

## Collection de tableaux

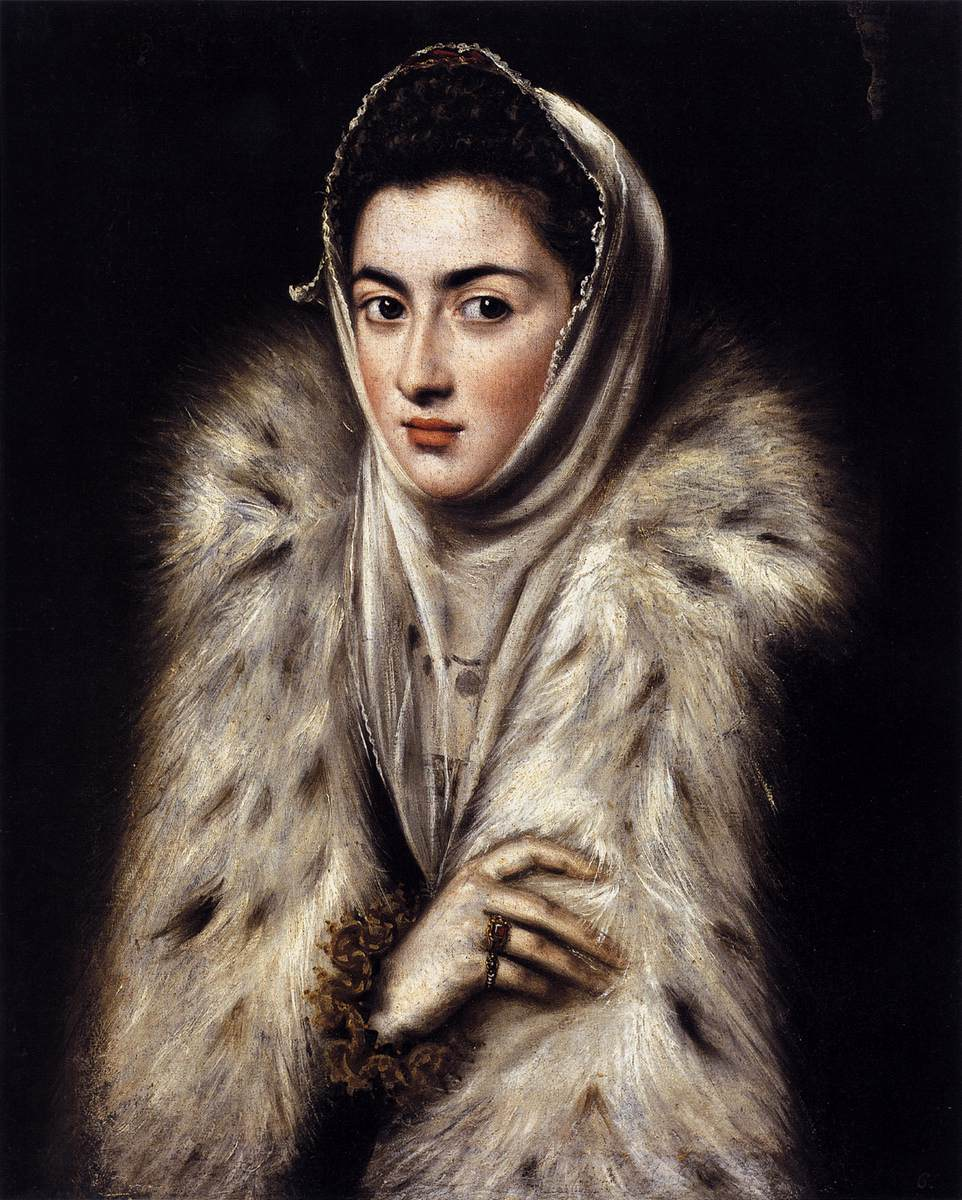
La Dame à l'hermine, par Alonso Sánchez Coello
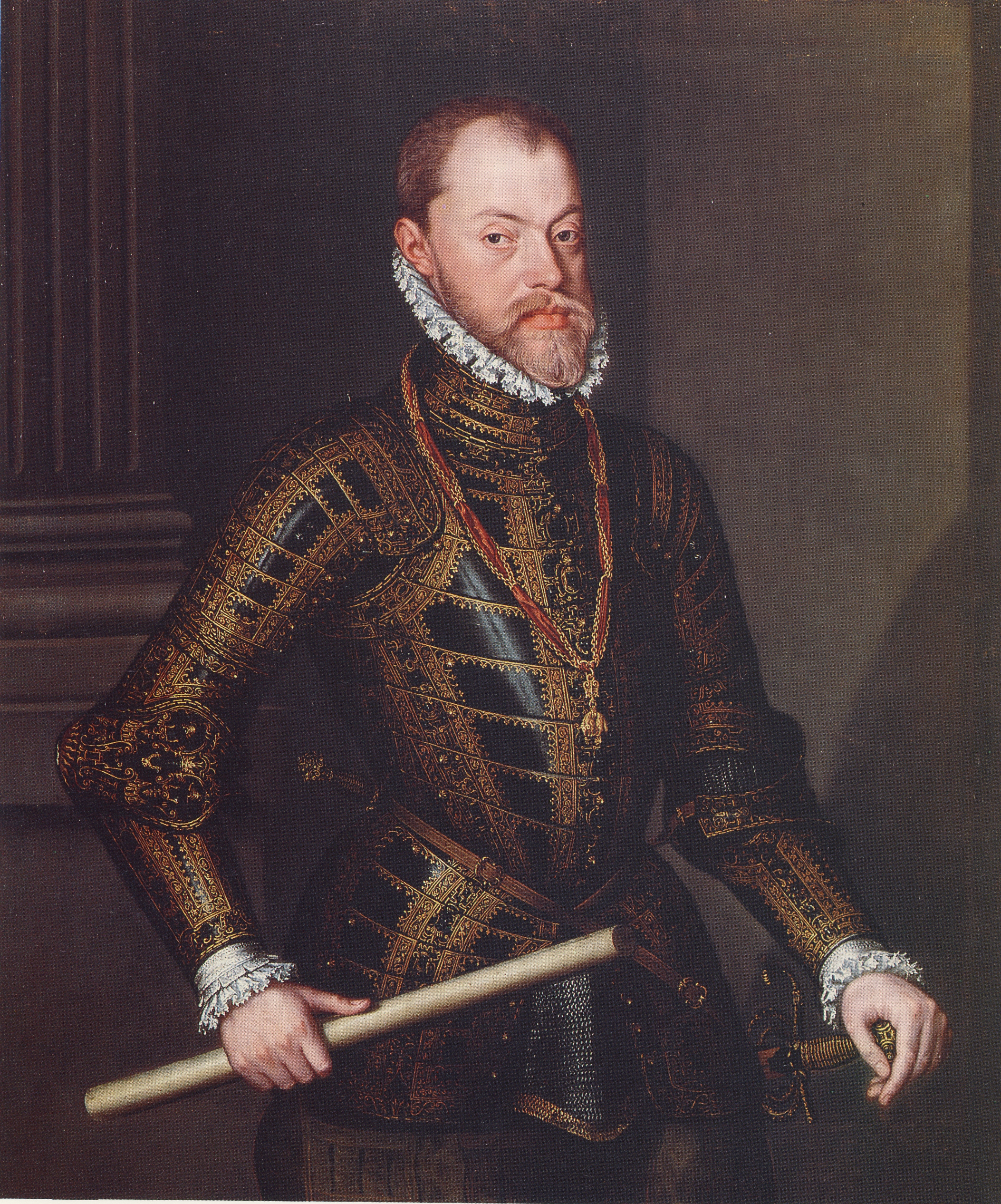
Philippe II d'Espagne, par Alonso Sánchez Coello
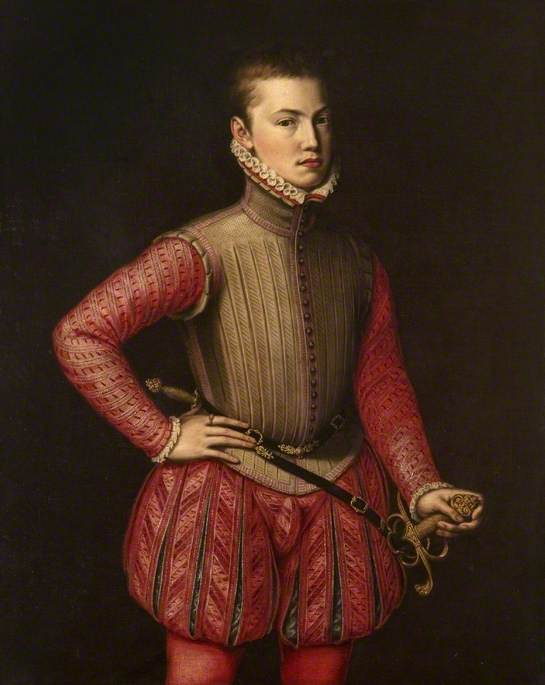
Don Juan d'Autriche, par Jooris van der Straeten
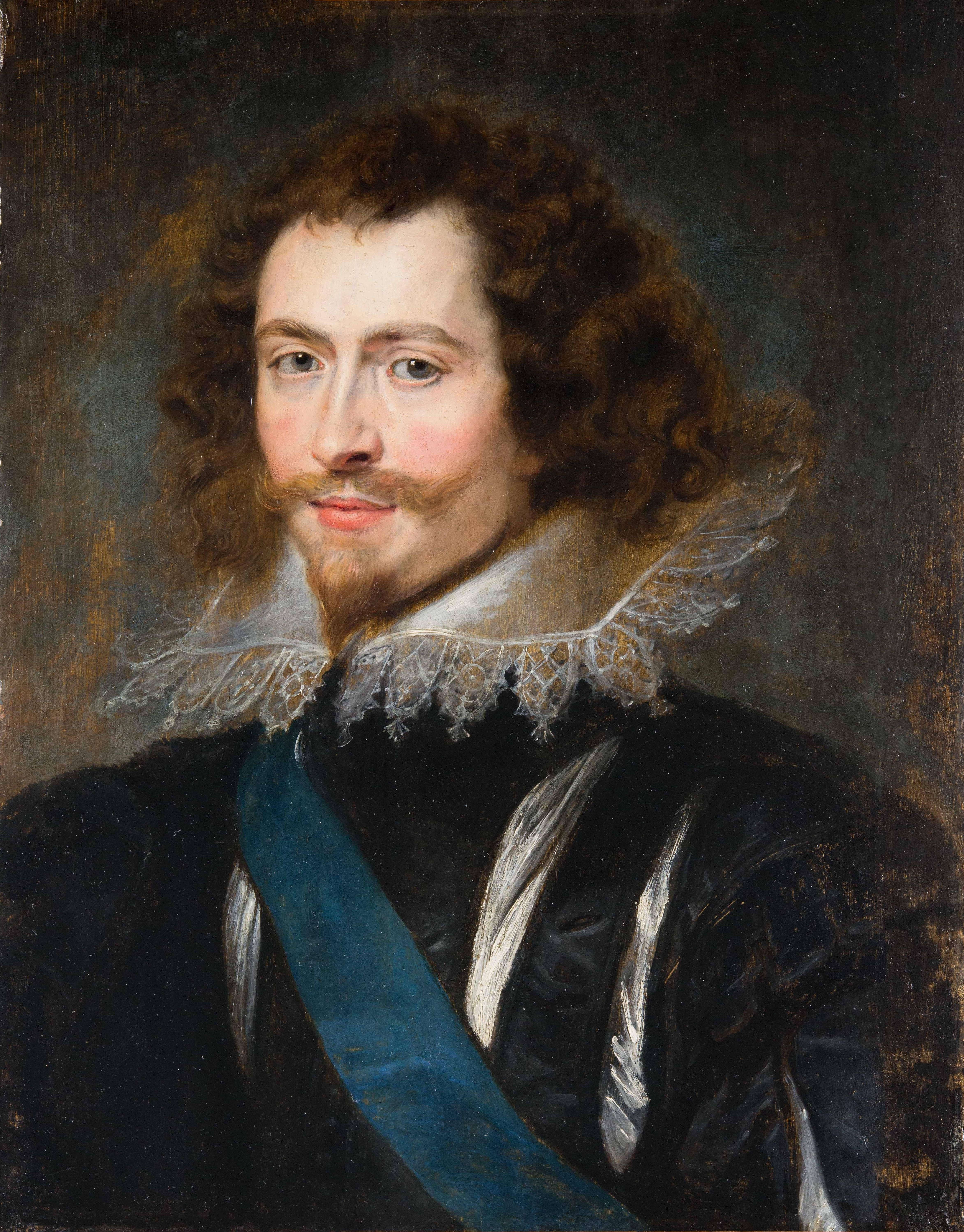
Portrait de George Villiers, 1er duc de Buckingham (en), par Pierre Paul Rubens
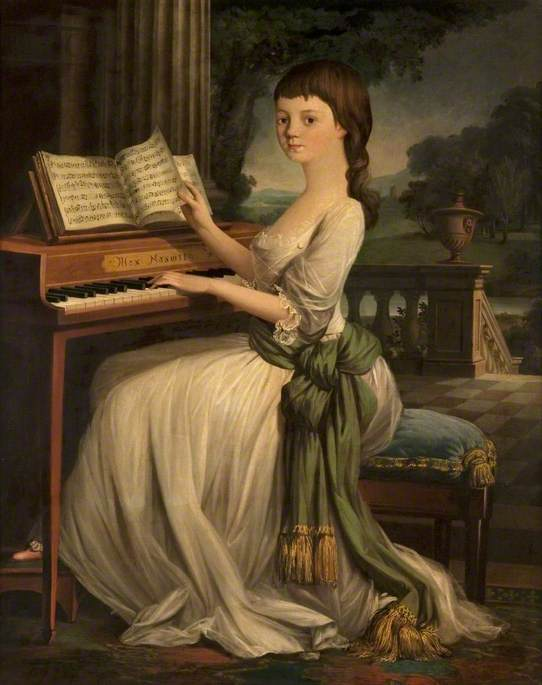
Fille au clavecin, par Mather Brown
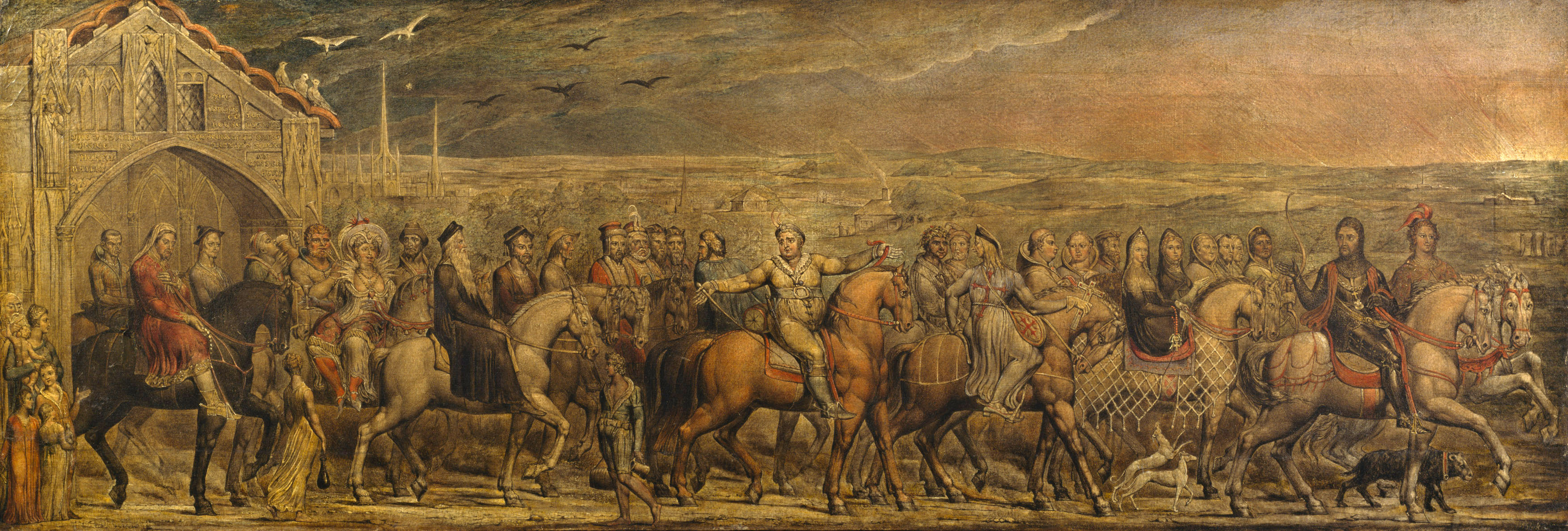
Les Pèlerins de Cantorbéry par William Blake